# William Cumming Rose
William Cumming Rose (4 tháng 4,1887 – 25 tháng 9 năm 1985) là nhà hóa sinh, nhà dinh dưỡng người Mỹ, đã phát hiện ra amino acid thiết yếu threonine trong thập niên 1930.

## Cuộc đời và Sự nghiệp
Rose đậu bằng tiến sĩ ở Đại học Yale năm 1911. Ông đã đảm nhiệm nhiều chức vụ đại học, trước khi nhận chức vụ ở Trường Y học Đại học Texas tại Galveston để tổ chức phân ban hóa sinh. Năm 1922, ông chuyển sang làm giáo sư hóa sinh lý ở Đại học Illinois, chức giáo sư này được đổi thành giáo sư hóa sinh vào năm 1936. Từ năm 1922 tới 1955 ông biến phân ban của mình thành trung tâm ưu tú để huấn luyện các nhà hóa sinh.
Ông rút lui khỏi Đại học Illinois năm 1955.

## Giải thưởng và Vinh dự
- 1936 - Viện sĩ Viện Hàn lâm Khoa học quốc gia Hoa Kỳ
- 1939 tới 1941 - Chủ tịch Hội các nhà hóa sinh Hoa Kỳ
- 1945 tới 1946 - Chủ tịch Viện dinh dưỡng Hoa Kỳ
- 1949 - Giải Osborne và Mendel của Viện dinh dưỡng Hoa Kỳ
- 1952 - Tiến sĩ Khoa học danh dự của Đại học Illinois[3]
- 1952 - Giải Willard Gibbs
- 1957 - Huy chương Charles F. Spencer của Hội Hóa học Hoa Kỳ
- 1961 - Giải kỷ niệm lần thứ 20 ngày thành lập Quỹ dinh dưỡng Hoa Kỳ
- 1966 - Huy chương Khoa học quốc gia